# Xã Denver, Quận Kingsbury, South Dakota
Xã Denver (tiếng Anh: Denver Township) là một xã thuộc quận Kingsbury, tiểu bang Nam Dakota, Hoa Kỳ. Năm 2010, dân số của xã này là 196 người.